# Deltote tripuncta
Deltote tripuncta là một loài bướm đêm trong họ Noctuidae.